# Сухое хранилище отработанного ядерного топлива
Сухо́е храни́лище отрабо́танного я́дерного то́плива (СХОЯТ) — площадка или установка, на которой осуществляется сухое хранение отработавшего ядерного топлива.
Сухое хранение представляет собой метод хранения отработавшего ядерного топлива (в некоторых странах оно классифицируется как высокоактивные ядерные отходы) после его «мокрой» выдержки в бассейнах в течение нескольких лет. Как правило, хранение ОЯТ осуществляется в герметичных контейнерах, представляющих собой сварные или болтовые цилиндрические конструкции из стали или чугуна. Расположенные внутри них тепловыделяющие элементы или сборки обычно находятся в среде инертного газа, что способствует отводу остаточного тепла. Существуют также системы хранения ОЯТ с воздушным теплоотводом — к ним относится, в частности, установка ХОТ-2 на Горно-химическом комбинате в России.
Некоторые контейнеры предназначены как для хранения, так и для транспортировки. Такие многоцелевые контейнеры оснащены менее массивной защитой от радиации, что делает их более легкими и пригодными к транспортировке и перегрузке. Они перевозятся внутри транспортно-упаковочных комплектов, а хранятся в вертикальном или горизонтальном положении внутри бетонных или бетонно-стальных модулей, которые и обеспечивают основную радиационную защиту.
В настоящее время, СХОЯТ установлены и эксплуатируются во многих странах мира, как на АЭС, так и на специальных площадках. Их проектный срок эксплуатации — от 30 до 100 лет. Сухое хранение отработавшего топлива более надежно и безопасно, чем мокрое (в водной среде в бассейнах). Сухое хранение ОЯТ также является промежуточным — то есть, по истечении определенного времени, топливо необходимо будет извлечь и направить на переработку или окончательное захоронение. Однако после периода сухого хранения ОЯТ, его уровни излучения и температура будут намного ниже, что значительно облегчит обращение с ним.
Сухие системы хранения ОЯТ, согласно последним данным, реализованы в России, США, Канаде, Германии, Швейцарии, Испании, Бельгии, Швеции, Великобритании, Японии, Армении, Словакии, Чехии, Аргентине, Румынии, Болгарии, Венгрии, Украине и Литве.